# Liga del Mundo Islámico
La Liga del Mundo Islámico, Liga Mundial Islámica o Liga Mundial Musulmana (árabe: رابطة العالم الإسلامي [Rabitat al-Alam al-Islami]) es una organización islámica internacional, fundada el 18 de mayo de 1962 en La Meca, por una resolución del Congreso General Islámico. Tiene su sede en La Meca y está representada en diversos organismos, como la ONU (en calidad de miembro observador), la UNESCO, UNICEF y el Congreso Islámico. A diferencia de la Organización de la Conferencia Islámica, no tiene un objetivo político sino fundamentalmente religioso, de difusión del Islam. 
La Liga Mundial Islámica tiene los siguientes cuerpos funcionales: 
- La Organización Internacional de Memorización del Sagrado Corán.
- La Organización Islámica Internacional para la Educación.
- La Fundación Makkah Al-Mukarramah Filantrópica para Huérfanos.
- La Fundación Mezquita Al Haramain & Al-Aqsa.
- La Organización Internacional Asistencia Islámica.
- Comisión de Señales Científicas del Corán y la Sunna.
- El Concejo Supremo Mundial de Mezquitas.
- El Concejo de Jurisprudencia Islámica.

La organización es principalmente sunita y antisionista, sus principios básicos incluyen: promover la aplicación de la sharía o Ley Islámica por individuos, asociaciones y Estados, predicar el Islam de acuerdo a los preceptos coránicos, promover el desarrollo de todos los musulmanes, fomentar la unión entre musulmanes (panislamismo), unir a los eruditos y líderes islámicos, asistir a los peregrinos durante los peregrinajes, defender los derechos de los musulmanes, especialmente aquellos que se encuentran afectados por guerras, etc.